# Superintendencia de Isapres de Chile
La Superintendencia de Isapres (SISP) fue una institución pública chilena dedicada a la supervisión de las instituciones privadas de salud del sistema local.
Dejó de existir el 1 de enero de 2005, cuando se creó la Superintendencia de Salud (SuperSalud).

## Historia

### Creación
Se creó en marzo de 1990, a través de la ley N° 18.933, la Superintendencia de Instituciones de Salud Previsional (SISP) es el organismo del Estado que se encarga de fiscalizar y controlar a las Isapres.
La SISP se relacionaba con el Presidente de la República por intermedio del Ministerio de Salud.
Además de las funciones generales de regulación del sistema, interpretación de la ley y los contratos, como asimismo la fiscalización de su cumplimiento, la ley concede al Superintendente el rol de árbitro para resolver, en única instancia y sobre la base de la prudencia y equidad, las controversias que surjan entre los afiliados y las Isapres.

### Localización
Hasta su disolución contaba con una Oficina en Santiago y tres Agencias Zonales:
- Norte: a cargo de las regiones de Arica y Parinacota, Tarapacá, Antofagasta y Atacama.
- Centro: encargada de las regiones de Coquimbo, Valparaíso, O'Higgins y Maule.
- Sur: le corresponde la supervisión de las regiones del Biobío, Araucanía, Los Lagos, Los Ríos, Aysén y Magallanes.

## Objetivos
Sus principales funciones fueron resguardar el cumplimiento de las obligaciones de la ley y los contratos de salud que imponen estas instituciones, promover soluciones a las imperfecciones del mercado y garantizar la estabilidad del Sistema a largo plazo.

## Superintendentes
| Titular                   | Periodo                                       |
| ------------------------- | --------------------------------------------- |
| Héctor Sánchez Rodríguez  | 1 de septiembre de 1990 - 1 de mayo de 1993   |
| César Oyarzo Mansilla     | 1 de mayo de 1993 - 11 de marzo de 1994       |
| María Elena Etcheberry    | 11 de marzo de 1994 - 7 de junio de 1996      |
| Alejandro Ferreiro Yazigi | 10 de junio de 1996 - 11 de marzo de 2000     |
| José Pablo Gómez          | 11 de marzo de 2000 - 11 de marzo de 2003     |
| Manuel Inostroza Palma    | 11 de marzo de 2003 - 31 de diciembre de 2004 |